# الصفيعه الوسطى (مذيخرة)

تعديل مصدري - تعديل

الصفيعه الوسطى محلة تابعة لقرية الصفيعة، التابعة لعزلة حمير بمديرية مذيخرة إحدى مديريات محافظة إب في الجمهورية اليمنية.، بلغ تعداد سكانها 62 حسب تعداد اليمن لعام 2004.